# De boze boomzalver
De boze boomzalver is het vijfentachtigste stripverhaal uit de reeks van Suske en Wiske. Het is geschreven en getekend door Paul Geerts. Het werd gepubliceerd in De Standaard en Het Nieuwsblad van 9 mei 1972 tot en met 19 september 1972.
De eerste albumuitgave in de Vierkleurenreeks was in januari 1973, met nummer 139.

## Locaties
- Verlaten pakhuis, gebouw firma G. Roenvreter, Egelbos met heilige eik, huis van Sidonia en huis van Lambik

## Personages
- Suske, Wiske met Schanulleke, tante Sidonia, Lambik, Jerom, professor Barabas, werknemers firma G. Roenvreter, Robur (heilige eik), Dryade (bosnimf), Lowie en andere houthakkers, druïde, Kleptorix (hoofdman) en diens dochter Frikadelis, agent

## Uitvindingen
- Vitamitje, de teletijdmachine.

## Het verhaal
Suske, Wiske en tante Sidonia zien hoe een levende boom een man uit zijn auto sleurt. Ze weten nog te voorkomen dat deze man ontvoerd wordt. De man vertelt dat hij naar een vergadering van de firma G. Roenvreter moet, waar een beslissing zal worden genomen over de kap van 150 hectare bos voor de aanleg van een nieuwe autoweg.
De vrienden horen op de radio dat verschillende ministers en industriëlen zijn ontvoerd, er werden alleen takjes gevonden op de plaats van het misdrijf. Jerom heeft geprotesteerd tegen de kap van het Egelbos, dat moet wijken voor de aanleg van de fabriek van G. Roenvreter. Uiteindelijk gaat er toch een streep door de bouw van de fabriek, maar er wordt wel toestemming gegeven om de autoweg aan te leggen. Suske en Wiske zien dat de levende boom opnieuw een persoon aanvalt, maar Jerom wil niet helpen en heeft de wielen onder de auto van tante Sidonia weggehaald. Suske en Wiske halen Vitamitje uit de garage en zetten de achtervolging in, maar ze raken de boom kwijt. Jerom vertelt zijn vrienden dat de boom Lambik in vermomming is; Lambik is boomchirurg geworden en heeft een cursus bij firma 'Cop en Pijn' gevolgd. Lambik maakt zich namelijk hard voor het behoud van het leefmilieu en houdt de industriëlen en autoriteiten in een pakhuis vast.
De vrienden gaan naar het pakhuis, waar ze zien hoe Lambik de gevangenen lesgeeft. Lambik vertelt dat hij de mannen weer zal laten gaan, maar ze mogen niet langer zonder toestemming van een overheidscommissie ingrepen doen in de natuur. Suske, Wiske en tante Sidonia besluiten Lambik en Jerom te helpen in hun strijd voor het behoud van de natuur. Lambik laat zieke bomen zien die in zijn ziekenhuis zijn opgenomen. Hij vertelt dat er 2700 jonge bomen nodig zijn om evenveel zuurstof te leveren als één boom van honderd jaar oud. De volgende dag is er een bericht op de radio: bossen mogen alleen nog worden gekapt als de bomen ongeneselijk ziek zijn.
De mannen van firma G. Roenvreter boren gaten in de bomen en gieten er petroleum in. Suske en Wiske vinden de zieke bomen en Lambik en Jerom komen snel om de bomen te helpen. Jerom zuigt de petroleum uit de bomen. Suske en Wiske gaan met Vitamitje op verkenning in het bos. De kinderen hebben het autootje geen eten gegeven en komen 's nachts vast te zitten. Doordat het juist volle maan, komen de bomen tot leven en kunnen praten. Ze hebben het over dendrologie. Aristoteles, de Egyptenaren, de Arabieren zagen in bomen een huis voor goede geesten. De bomen zijn bang voor G. Roenvreter, hun enige hoop is de heilige eik Robur. De Dryaden, wezens uit de Griekse mythologie, zullen deze heilige eik waarschuwen. De Dryade vindt Schanulleke en wil het popje offeren om Robur weer gezond te maken. Lambik en Jerom gaan als boom naar het bos om het te beschermen tegen de mannen van G. Roenvreter, maar ze kunnen niet voorkomen dat vele bomen worden omgezaagd.
Professor Barabas komt langs en vertelt dat Dryaden met bomen verbonden zijn. Barabas besluit zijn vrienden naar het verleden te flitsen om de heilige eik te vinden. Lambik en Jerom gaan niet mee, ze blijven om het bos te beschermen tegen de mannen van G. Roenvreter. Suske, Wiske en tante Sidonia komen Frikadelis, de dochter van de hoofdman, tegen en ze worden naar het dorp gebracht. Frikadelis vertelt de druïde dat de vreemdelingen op zoek zijn naar de heilige eik. Ze wil de boom voor zich alleen, waarop de vrienden door de hoofdman worden gevangengenomen. Suske en Wiske kunnen ontsnappen en gaan naar het bos. Ze zien bosnimfen rond een boom vliegen. Dan komt de druïde aangelopen met een ladder. hij wil takken snijden en hoort dat de boom wil trouwen, waarop hij besluit Frikadelis te halen. Suske tekent de boom na zodat ze hem in hun eigen tijd kunnen herkennen. Hij ziet samen met Wiske dat de boom Frikadelis afwijst. Suske en Wiske redden Frikadelis van een beer en komen in gevecht met de mannen van het dorp. Tante Sidonia komt de kinderen te hulp, maar ze worden allemaal gevangengenomen. Dan vertelt de heilige eik dat hij met superslanke tante Sidonia wil trouwen, de kinderen zullen ook worden gespaard. De volgende dag is het hele dorp bij de huwelijksplechtigheid aanwezig, maar Frikadelis roept Thor en Wodan op en er breekt een onweer los. De vrienden worden teruggeflitst voordat het huwelijk is ingezegend. Robur blijft bedroefd achter.
Teruggekeerd in hun eigen tijd gaan Suske en Wiske gaan naar het bos om de eik te zoeken. Ze vinden Schanulleke in de stam van de nu oude Robur en tante Sidonia gaat 's nachts stiekem naar het bos om de boom te bezoeken. De mannen van G. Roenvreter komen met bulldozers naar het bos. Tante Sidonia springt voor de heilige eik en wordt aangereden. Suske en Wiske komen met Vitamitje in het bos en vinden de gewonde tante Sidonia. Als Jerom ziet wat er is gebeurd, besluit hij de mannen een lesje te leren. De bulldozers worden vernietigd en de mannen vertellen hun baas dat het onbegonnen werk is om het bos om te kappen. Tante Sidonia is er slecht aan toe en krijgt een bloedtransfusie met het bloed van Jerom. Lambik wordt door G. Roenvreter naar een huisje gelokt en de mannen gaan naar het huis van tante Sidonia. De mannen willen de vrienden dwingen hun actie te stoppen, maar dan krijgt G. Roenvreter een telefoontje: zijn dochter is erg ziek door de uitstoot van een van zijn eigen fabrieken. De man ziet nu in dat hij verkeerd bezig is.
Suske en Wiske gaan 's nachts naar het bos en praten met Robur, die zegt het dochtertje van G. Roenvreter te zullen helpen door haar ziekte over te nemen. Suske en Wiske moeten driemaal op een berk kloppen en de Dryade verschijnt, ze vertelt dat ze de rituelen van de oude stammen in Indië volgen. De Dryade heeft een haarlok en een stukje vingernagel nodig van het ziek kind. Suske en Wiske halen dit op. De Dryade bevestigt deze dingen aan de stam en de vrienden horen al snel dat het meisje genezen is. Tante Sidonia wil Robur nog zien voordat hij sterft en de vrienden gaan naar het bos. Robur vertelt dat de jeugd de kabouters moet vervangen. Mensen moeten streven naar een groene wereld, bomen zijn immers de longen van de aarde.

## Trivia
- De dochter van G. Roenvreter wordt genezen doordat een haarlok en een stukje vingernagel aan de heilige eik Robur wordt bevestigd. Zie spijkerboom, lapjesboom, koortsboom, boomheiligdom. De bossen en heilige bomen zijn inderdaad vaak verdwenen door de aanleg van fabrieken of wegen, zoals in dit verhaal. In vroegere tijden zijn de bomen vaak ook al gekapt en op hun plaats verschenen vaak kapellen of kerken, dit had tot doel de heidense bevolking tot het christelijk geloof te bekeren.
- Vitamitje, die hier voor het eerst weer een rol speelt sinds De sprietatoom (1948), wordt in dit verhaal Vitamietje genoemd.
- Het verhaal is ook in het Frans uitgegeven, als Bob et Bobette - le toubib des arbres.
- Firma "Cop en Pijn" is een referentie aan de Nederlandse boomchirurg Jorn Copijn.